# Eishockey-Regionalliga 1968/69
Die Eishockey-Regionalliga 1968/69 war die vierte Spielzeit der nach der Bundesliga und der Oberliga dritthöchsten Spielklasse im bundesdeutschen Eishockey. Sie war aufgeteilt in eine Nord- und eine Südgruppe. Die Ergebnisse und die Abschlusstabelle der Gruppe Nord sind nicht bekannt.
Aus jeder Gruppe qualifizierten sich drei Mannschaften für die Qualifikationsrunde zur Eishockey-Oberliga 1969/70. Dabei setzten sich der TuS Holzkirchen, der EV Ravensburg und der EV Pfronten in der Runde Süd durch und stiegen in die Oberliga auf. In der Gruppe Nord stieg der ERC Westfalen Dortmund auf, der Hamburger SV rückte nach Rückzügen in die Oberliga nach.

## Regionalliga Nord
Das genaue Teilnehmerfeld und der Modus der Gruppe Nord sind unklar. Teilnehmer an der Qualifikationsrunde Nord zur Oberliga 1969/70 waren:
- ERC Westfalen Dortmund
- Hamburger SV

Die Mannschaft des Hamburger SC hatte sich vor der Saison dem Hamburger SV angeschlossen.
Die Regionalliga Nord war die unterste Spielklasse in Norddeutschland. Bis zu vier interessierte Mannschaften pro Saison hatten die Möglichkeit, neu in den Spielbetrieb einzusteigen.

## Regionalliga Süd

### Teilnehmer
Aufgestiegen war der EV Regensburg als Vizemeister der bayerischen Landesliga. Er fusionierte vor der Saison mit dem SV Donaustauf. Der Meister der Landesliga EV Berchtesgaden nahm stattdessen an der neuen Eishockey-Bayernliga teil. 
Der ERV Ravensburg hatte sich in EV Ravensburg umbenannt. Die Mannschaft des SC Reichersbeuern hatte sich mangels eines eigenen Kunsteisstadions dem EC Bad Tölz angeschlossen. Ebenso hatte sich die aus der Oberliga abgestiegene Mannschaft des SC Ziegelwies dem EV Füssen angeschlossen. Beide Mannschaften starteten als 1b ihres Vereins in die Regionalliga Süd.
Die folgenden sieben Mannschaften nahmen an der Liga teil:
- EV Füssen 1b (Absteiger, bisher SC Ziegelwies)
- TuS Holzkirchen (Absteiger)
- EV Pfronten
- EV Ravensburg (Absteiger)
- EV Regensburg-Donaustauf (Neuling)
- VER Selb
- EC Bad Tölz 1b (bisher SC Reichersbeuern)

### Modus
Die sieben Mannschaften spielten eine Einfachrunde. Die besten drei qualifizierten sich für die Qualifikationsrunde Süd zur Oberliga 1969/70.
In die Regionalliga Süd 1969/70 konnte der Meister der Bayernliga aufsteigen.

### Tabelle
Ein Spiel wurde nicht ausgetragen.
|    |                          | Sp | S  | U | N  | Tore  | Punkte |
| -- | ------------------------ | -- | -- | - | -- | ----- | ------ |
| 1. | TuS Holzkirchen          | 12 | 11 | 1 | 0  | 97:24 | 23:01  |
| 2. | EV Ravensburg            | 12 | 08 | 0 | 04 | 71:31 | 16:08  |
| 3. | EV Pfronten              | 11 | 07 | 0 | 04 | 44:39 | 14:08  |
| 4. | EV Füssen 1b             | 12 | 06 | 0 | 06 | 49:47 | 12:12  |
| 5. | EC Bad Tölz 1b           | 11 | 04 | 1 | 06 | 37:41 | 09:13  |
| 6. | VER Selb                 | 12 | 03 | 1 | 08 | 26:61 | 07:17  |
| 7. | EV Regensburg-Donaustauf | 12 | 0  | 1 | 11 | 18:99 | 01:23  |

Abkürzungen: Sp = Spiele, S = Siege, U = Unentschieden, N = Niederlagen.

Erläuterungen: Qualifiziert für Relegation zur Oberliga.